# Finola Hughes
Pour les articles homonymes, voir Hughes.
Finola Hughes est une actrice britannique, née le 29 octobre 1959 à Londres.

## Biographie
Elle joue le rôle d'Anna Davane dans les soap operas Hôpital central et La Force du destin. Elle apparaît aussi dans la série Charmed, dans le rôle récurrent de Patty Halliwell, sorcière et mère des quatre sœurs protagonistes.
Aux côtés de John Travolta et de Cynthia Rhodes, elle tient l'un des rôles principaux dans Staying Alive (suite de La Fièvre du samedi soir) en 1983 ; elle y incarne une soliste dans un spectacle de Broadway.

## Filmographie
- 1980 : BIM Stars : Dancer
- 1982 : Nutcracker : Nadia Gargarin
- 1982 : The Kenny Everett Television Show (série télévisée) : Various
- 1983 : The Hot Shoe Show (série télévisée) : Dancer
- 1983 : Staying Alive : Laura
- 1984 : The Master of Ballantrae (téléfilm) : Alison Graeme
- 1987 : Haunted by Her Past (téléfilm) : Megan McGuire
- 1987 : La Loi de Los Angeles (L.A. Law) (série télévisée) : Lauren Sevilla
- 1990 : Mariage en noir (The Bride in Black) (téléfilm) : Cybil Cobb
- 1991 : La télé lave plus propre (Soapdish) : All My Trials Actress
- 1993 : Aspen Extreme : Bryce Kellogg
- 1993 : Jack's Place (série télévisée) : Chelsea Duffy
- 1994 : Dark Side of Genius : Jennifer Cole
- 1994 : Men Who Hate Women & the Women Who Love Them (téléfilm) : Gwen
- 1994 : L'Homme à la Rolls (Burke's Law) (série télévisée) : Rhonda
- 1994 : Dream On (série télévisée) : Laura North, Prostitute
- 1995 : Above Suspicion : Iris
- 1995 : Petite Fleur (Blossom) (série télévisée) : Carol
- 1996 : Generation X (téléfilm) : Emma Frost
- 1996 : The Crying Child (téléfilm) : Jo Parker
- 1996 : Superman, l'Ange de Metropolis (Superman) (série télévisée) : Lara
- 1996 : Superman: The Last Son of Krypton (téléfilm) : Lara (voix)
- 1997 : La prison des secrets (Prison of Secrets) (téléfilm) : Angie
- 1997 : Charmante Promotion (The Corporate Ladder) (téléfilm) : Dr. Woodward (voix)
- 1997 : Brentwood (Pacific Palisades) (série télévisée) : Kate Russo
- 1997 : Sunset Beach (série télévisée) : Helena Greer
- 1997 : Life with Louie (série télévisée) : Miss Robertson
- 1998 : 12 Bucks : Classy
- 1998 : Tycus (vidéo) : Amy Lowe
- 1998 : Jekyll Island : Ronnie Fredericks
- 1998 : Pocahontas 2 : Un monde nouveau (Pocahontas II: Journey to a New World) (vidéo) : La reine Anne (voix)
- 1998 : La croisière s'amuse, nouvelle vague (The Love Boat: The Next Wave) (série télévisée) : Alison Townsend
- 1999 : Rockin' Good Times : Ginger
- 1999 : Tracey Takes On... (série télévisée) : Josie
- 2000 : Intrepid : Katherine Jessel
- 2003 : La Force du destin (All My Children) (série télévisée) : Dr Alexandra 'Alex' Devane Marirck
- 2004 : Style's Live from the Red Carpet: The 2004 Primetime Emmy Awards (téléfilm) : Host
- 1998 - 2006 : Charmed (série télévisée) : Patricia "Patty" Halliwell
- 2007 : How Do I Look? (série télévisée) : Hostess
- 2008 : General Hospital: Night Shift (série télévisée) : Anna Devane
- 2008- en cours : Hôpital central (General Hospital) (série télévisée) : Anna Devane
- 2009 : Killer Hair (téléfilm) : Josette Radford
- 2010 : Championnes à tout prix (série télévisée) : Viola Pettinger (saison 2, épisode 7)
- 2010 : Les Experts : Manhattan, saison 6, épisode Mordus (Sanguine Love) : Mrs Christensen
- 2011 : Like Crazy
- 2011 : Scooby-Doo : La Légende du Phantosaur (film d'animation) : Professeur Svankmajer (voix)
- 2014 : Dance off : JoAnn

## Distinctions

### Récompenses
- Soap Opera Digest Awards 1990 : héroïne principale de jour (Outstanding Heroine: Daytime) pour Hôpital central
- Daytime Emmy Awards 1991 : actrice principale d'une série dramatique (Outstanding Lead Actress in a Drama Series) pour Hôpital central
- Soap Opera Digest Awards 1991 : actrice principale de jour (Outstanding Lead Actress: Daytime) pour Hôpital central
- Soap Opera Digest Awards 2000 : meilleur retour (Favorite Return) pour La Force du destin